# Фекишовце
Фекишовце (слч. Fekišovce) насељено је мјесто са административним статусом сеоске општине (слч. obec) у округу Собранце, у Кошичком крају, Словачка Република.

## Становништво
| Година:    | 1994. | 2004.    | 2014.   | 2024.   |
| ---------- | ----- | -------- | ------- | ------- |
| Број људи: | 274   | 306      | 307     | 295     |
| Разлика:   |       | +11,67 % | +0,32 % | -3,90 % |

| Година:    | 2023. | 2024.   |
| ---------- | ----- | ------- |
| Број људи: | 305   | 295     |
| Разлика:   |       | -3,27 % |

Према подацима о броју становника из 2024. године насеље је имало 295 становника.